# Unipublic
Unipublic er en spansk virksomhed, hvis primære aktivitet er at arrangere cykelløb, med Vuelta a España som det største. Selskabet har siden 2014 været 100% ejet af franske Amaury Sport Organisation (ASO).

## Professionelle cykelløb
- Vuelta a España
- Madrid Challenge by La Vuelta